# Libnotes (Libnotes) restricta
Libnotes (Libnotes) restricta is een tweevleugelige uit de familie steltmuggen (Limoniidae). De soort komt voor in het Australaziatisch gebied.